# Врбас (община)
Врбас (серб. Врбас) — община в Сербии, входит в Южно-Бачский округ.
Население общины составляет 44 202 человека (2007 год), плотность населения составляет 118 чел./км². Занимаемая площадь — 376 км², из них 87,6 % используется в промышленных целях.
Административный центр общины — город Врбас. Община Врбас состоит из 7 населённых пунктов, средняя площадь населённого пункта — 53.7 км².

## Статистика населения общины
| Год  | Население, чел. |
| ---- | --------------- |
| 1991 | 45 519          |
| 2001 | 46 003          |
| 2002 | 45 764          |
| 2003 | 45 502          |
| 2004 | 45 287          |
| 2005 | 44 981          |
| 2006 | 44 570          |
| 2007 | 44 202          |
| 2011 | 42 092          |

| Национальный состав (перепись 2002 г.) | Национальный состав (перепись 2002 г.) | Национальный состав (перепись 2002 г.) | Национальный состав (перепись 2002 г.) | Национальный состав (перепись 2002 г.) |
| -------------------------------------- | -------------------------------------- | -------------------------------------- | -------------------------------------- | -------------------------------------- |
| Сербы                                  |                                        |                                        | 47.77 %                                |                                        |
| Черногорцы                             |                                        |                                        | 24.79 %                                |                                        |
| Русины                                 |                                        |                                        | 8.21 %                                 |                                        |
| Венгры                                 |                                        |                                        | 6.29 %                                 |                                        |
| Украинцы                               |                                        |                                        | 2.12 %                                 |                                        |
| Югославы                               |                                        |                                        | 1.47 %                                 |                                        |
| Хорваты                                |                                        |                                        | 1.43 %                                 |                                        |

## Населённые пункты
| - Бачко-Добро-Поле - Врбас - Змаево | - Косанчич - Куцура - Равно-Село | - Савино-Село |

## Социально значимые объекты
В общине есть 8 основных и 2 средних школы.